# ジュレー・ラダック
ジュレー・ラダック（英語: JULAY LADAKH）は、日本とインドのラダック地方の国際協力・交流活動を目的とした特定非営利活動法人（NPO）。チベット名は༆ འཇུ་ལེ་ལ་དྭགས་།།。ジュレーとはラダック語で、「こんにちは、さようなら」などを意味する。

## 概要
2004年に、ラダック人のスカルマ・ギュルメットにより設立。ラダックのスタディーツアーを開始。2007年、ラダックの家庭にソーラークッカーを支援する事業を開始。また、ホームステイプログラムを始める。2008年、ラダックのレーに現地事務所を設立。2010年、NPO法人化。2011年、世界の人びとのためのJICA基金活用事業に選ばれる。現在は、ラダックのスタディーツアーやホームステイと、現地の実践事業を中心に活動をしている。

## 主な活動

### スタディーツアー
ラダックのレーを中心にツアーを行っている。ラダックの農村でホームステイをし、現地の人々と交流することでラダックの伝統的な暮らしを体験できる。また、チベット仏教の仏教僧院（ゴンパ）を訪れる。

### 現地支援プロジェクト
ラダックの現地団体WALと提携し、農村女性の手工芸品の制作を支援。女性の雇用機会を支援している。その他、ラダックの伝統作物のそば栽培の支援や、非電化地域を中心にソーラークッカーを支援し、持続可能な未来を目指して活動している。

### イベント・講演
ラダックに関する映画の上演や、ラダックの人を招いた講演会を企画している。2006年には「ラダック懐かしい未来」の著者、ヘレナ氏を招聘した。

### 物販
ラダックやチベット仏教関連商品を販売。売上はジュレー・ラダックの活動資金として使用される。

## 主な企画商品
- ラダック語指差し会話帳
- ラダック語会話帳
- スタディーツアーレポート
- チベット仏教関連グッズ